# Еурипил
Еурипил (грец. Εὐρύπυλος) — в античній міфології син царя Еврістея.
Після того, як Геракл завершив свої дванадцять подвигів, він убив Еурипила та його братів Перімеда та Еурубія на урочистому бенкеті, тому що вони подавали йому меншу порцію, ніж іншим гостям. 